# Трайдук, Александр Николаевич
Александр Николаевич Трайдук (бел. Аляксандр Мікалаевіч Трайдук; 7 января 1962 года, Днепропетровск, Украинская ССР, СССР) — советский и белорусский футболист, тренер.

## Карьера игрока
Выступал на позиции защитника за ряд команд второй советской лиги: «Фрунзенец» (Сумы), «Металлург» (Днепродзержинск), «Судостроитель» (Николаев), «КИМ» (Витебск), «Волжанин» (Кинешма), «Текстильщик» (Иваново) и «Балтика» (Калининград).

## Карьера тренера
В 1991 году Александр Трайдук возглавил новополоцкий «Нафтан». Несколько лет он продолжал выходить на поле в качестве футболиста, являясь играющим тренером команды. За 5 лет специалисту удалось вывести клуб из низших белорусских лиг в Высшую лигу. В течение 6 лет он удерживал коллектив в элите белорусского футбола. Затем он возглавлял другие полоцкие команды и дублирующий состав «Нафтана».
В 2012—2013 годах наставник руководил клубом Первого дивизиона ФК «Полоцк». В августе 2013 года команда из-за финансовых проблем прекратила своё существование.
30 января 2018 года специалист вновь возглавил «Нафтан», в июне ушел в отставку. Работает тренером в отделении детско-юношеского футбола «Нафтана».